# Neither
Neither (título original en inglés; en español, Ninguno) es la única ópera de Morton Feldman, tiene un acto y data del año 1977. El libreto está formado por un poema de cincuenta y seis versos de Samuel Beckett.  Beckett y Feldman se habían encontrado en Berlín en el año 1976, con planes para una colaboración para la Ópera de Roma.  Beckett le dijo a Feldman que a él no le gustaba la ópera, y Feldman se había mostrado conforme con el sentimiento de Beckett. Neither se estrenó el 13 de mayo de 1977 en Roma.
La obra es para una solista soprano y orquesta de cámara. Podía, más propiamente, ser llamada un monodrama, pero dado el propio desprecio de Feldman por la ópera, puede describirse como una anti-ópera.
Es una ópera poco representada en la actualidad; en las estadísticas de Operabase aparece con sólo una representación en el período 2005-2010, siendo la primera y única representada de Morton Feldman.

## Grabaciones
- HatHut, hat(now)ART 180: Sarah Leonard, soprano; Orquesta Sinfónica de la Radio de Fráncfort; Zoltán Peskó, director. 1990
- Col Legno, WWE 1CD 20081: Petra Hoffman, soprano; Orquesta Sinfónica de la Radio de Baviera; Kwamé Ryan, director